# Ambassadörskonferensen
Ambassadörskonferensen är en sedvanlig benämning på den faktiska representation för de i första världskriget segrande stormakter (förutom USA), som den franske utrikesministern samt Storbritanniens, Italiens och Japans ambassadörer i Paris utgjorde. 
Under åren närmast efter Versaillesfreden 1919 spelade ambassadörskonferensen en högst betydande roll, då en lång rad internationella tvistefrågor hänsköts till denna för behandling eller avgörande. Någon formell myndighet utövade dock inte ambassadörskonferensen, vars flesta medlemmar rent diplomatiskt företrädde stormaktsregeringarna.
Bland de många frågor som ambassadörskonferensen behandlade eller löste märktes Vilna- och Teschenfrågorna. Särskild uppmärksamhet väckte dess ingripande i Korfuaffären, där den framträdde som konkurrerande organ till Rådet i Nationernas Förbund.